# Památník Karla Ditterse z Dittersdorfu
Památník Karla Ditterse z Dittersdorfu se nachází na ulici Puškinova v blízkosti domu Karla Ditterse z Dittersdorfu v Javorníku v okrese Jeseník. Památník je kulturní památkou ČR a je součástí městské památkové zóny Javorník.

## Historie
Památník nechal postavit v roce 1793 skladatel a kapelník Karel Ditters z Dittersdorfu na počest vratislavského biskupa hraběte Filipa Gottharda Schaffgotsche (1747–1795). Barokní památník má připomínat zásluhu biskupa, že zde založil osadu Jánský vrch, která byla v roce 1793 povýšena na samostatnou obec. V roce 1963 byl památník zapsán do seznamu kulturních památek ČR. V roce 2017 byl památník opraven, provedena drenáž k odvodnění památníku a restaurována pamětní deska restaurátorem MgA. Jakubem Gajdou.

## Popis

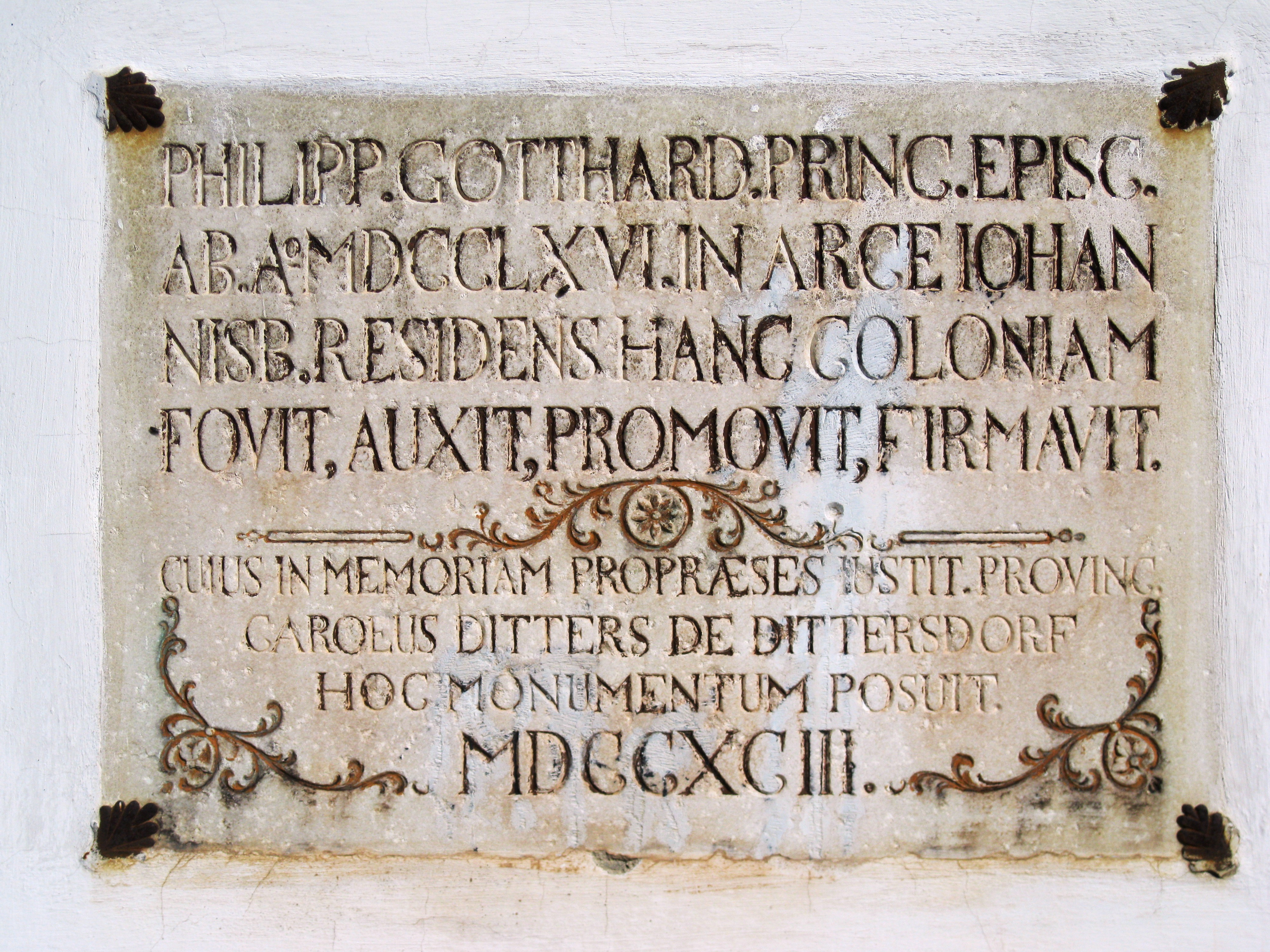
Pamětní deska

Památník je samostatně stojící stavba na trojúhelníkovém půdorysu. Z trojhranné podnože vybíhá tříboký hranol, který je na bocích členěn vpadlými výplněmi. Na stěně obrácené k náměstí je mramorová deska s nápisem. Hranol ukončuje římsa a stříška v podobě stlačeného jehlanu, na jehož vrcholu je kamenná poduška s knížecí korunkou. Památník je z cihelného zdiva, hladce omítnutý bílou vápennou omítkou. Střechu kryje plech. Okap je ukončen chrličem.